# Dyrrachion

Themata bizantini nel 1045.

Dyrrachion fu uno dei themata dell'Impero Bizantino.

## Estensione del thema di Dyrrachion
Questo thema si trovava nell'Epiro ed aveva come capitale Durazzo. Durante il X secolo era il ventottesimo su trentuno in ordine di importanza nell'Impero Bizantino.
Lo strategos di questa regione non benificiava di uno stipendio, pertanto otteneva una parte delle tasse pagate dal suo popolo.
Questo thema forniva pochissime unità militari.

## Storia di Dyrrachion
Caduta per la prima volta dopo la stessa Costantinopoli nel 1204, per mano crociata, fu una delle zone bizantine governate, come Despotato d'Epiro, dai Ducas, ed in seguito dagli Orsini. Fu riconquistata dai bizantini per breve tempo, ed in seguito assoggettata dai Serbi.